# Paradise Hills (Nuevo México)
Paradise Hills es un lugar designado por el censo ubicado en el condado de Bernalillo en el estado estadounidense de Nuevo México. En el Censo de 2010 tenía una población de 4256 habitantes y una densidad poblacional de 1.623,77 personas por km².

## Geografía
Paradise Hills se encuentra ubicado en las coordenadas 35°11′53″N 106°42′8″O / 35.19806, -106.70222. Según la Oficina del Censo de los Estados Unidos, Paradise Hills tiene una superficie total de 2.62 km², de la cual 2.62 km² corresponden a tierra firme y (0%) 0 km² es agua.

## Demografía
Según el censo de 2010, había 4256 personas residiendo en Paradise Hills. La densidad de población era de 1.623,77 hab./km². De los 4256 habitantes, Paradise Hills estaba compuesto por el 80.22% blancos, el 1.97% eran afroamericanos, el 3.62% eran amerindios, el 1.17% eran asiáticos, el 0.23% eran isleños del Pacífico, el 8.79% eran de otras razas y el 3.99% pertenecían a dos o más razas. Del total de la población el 37.59% eran hispanos o latinos de cualquier raza.